# Nowy Ochędzyn
Nowy Ochędzyn – wieś w Polsce, położona w województwie łódzkim, w powiecie wieruszowskim, w gminie Sokolniki.
W latach 1975–1998 miejscowość administracyjnie należała do województwa kaliskiego.
Przez miejscowość przebiega droga wojewódzka nr 482.